# Casa Charles C. Trowbridge
La Casa Charles C. Trowbridge está ubicada en 1380 East Jefferson Avenue de la ciudad de Detroit, la más importante del estado de Míchigan (Estados Unidos). Es el edificio documentado más antiguo de la ciudad de Detroit; fue designado Sitio Histórico del Estado de Míchigan en 1974 y figura en el Registro Nacional de Lugares Históricos en 1976.

## Historia
El área donde se encuentra esta casa era originalmente la granja Mullett, parte de una concesión de tierras francesas a Charles Chauvin. Charles Christopher Trowbridge construyó esta casa en 1826 por un costo de 2.500 d̟ólares en lo que entonces eran tierras de cultivo, lejos del corazón de Detroit. En ese momento, River Road (ahora East Jefferson) corría detrás de la casa y es probable que su acceso original se encontrase en la actual parte trasera. Las casas de este tipo a menudo tenían diseños similares delanteros y traseros, con entradas en ambos extremos de un pasillo central. Aproximadamente en 1850, Trowbridge agregó una adición de ladrillos a la parte trasera. Se construyó un establo, aún existente, detrás de la casa.
Trowbridge vivió en ella durante 56 años hasta su muerte en 1883. La casa, construida originalmente en un estilo historicista griego, se actualizó con elementos victorianos como el ventanal en el frente. En 1889, se eliminaron las dos bahías orientales de la casa, dejando la sección actual. Se construyó un edificio de apartamentos en el lugar donde se eliminaron las bahías.
En 1929, el artista de Detroit Roman Kryzanowski alquilaba y vivía en su estudio ubicado en esta propiedad. Murió allí el 31 de julio de 1929.
Después de la muerte de Trowbridge, la casa permaneció en la familia y se convirtió en una pensión en 1936. En 1942, la familia Trowbridge se la vendió a Marie Cavanaugh, que la reconvirtió en una residencia unifamiliar. La casa es actualmente propiedad privada y alberga múltiples negocios, incluidos Trowbridge Law Firm, Trowbridge Realty, Dickson & Associates y RBD Creative.

## Descripción
Cuando se construyó, la casa era una estructura de estilo federal de cinco bahías de ancho con una entrada central. Desde entonces, se han eliminado dos bahías y se ha actualizado con elementos victorianos. La casa tal como está exhibe una mezcla de piezas federales y victorianas. Las fachadas delantera y trasera son similares, con una entrada en el mismo lugar y un pasillo de conexión entre ellas. En el frente, la entrada está en el lado izquierdo de la actual fachada de tres tramos y está flanqueada por luces laterales con un travesaño rectangular arriba. Un voladizo que protege la entrada está sostenido por columnas dóricas cuadradas. Sobre la entrada hay un ventanal saliente de tres lados, con un frontón decorado con tejas de escamas de pez.